# أنتوني ستيفنز
أنتوني ستيفنز (بالإنجليزية: Anthony Stephens)‏ هو سباح بريطاني، ولد في 9 يوليو 1987 في ريدنغ في المملكة المتحدة.